# Stilgar
Stilgar is een personage in het Duin-universum, gecreëerd door Frank Herbert.
Stilgar is als naib (leider) een belangrijke figuur onder de Vrijmans (Engels: Fremen). Op jonge leeftijd werden Stilgar en twee vrienden, Turok en Ommun, in een hinderlaag gelokt door Harkonnen-soldaten. Ernstig gewond werd hij gered door Pardot Kynes, de keizerlijke planetoloog, aan wie hij nu een waterschuld had. Met zijn vrienden hielp hij in het geheim Pardot Kynes om Arrakis in een nieuwe wereld te transformeren. Na de dood van Kynes werd hij een vaderlijke vriend van zijn zoon Liet Kynes, met wie hij de missie van planetaire hervorming voortzette.
In Duin vinden Vrouwe Jessica en Paul Atreides (Muad'Dib) hun toevlucht in Stilgar's Sietch. Net als vele anderen gelooft hij dat Paul de langverwachte Messias is, de Lisan al-Gaib. Hij liet hem de leiding over zijn stam over, maar werd opnieuw naib nadat Paul-Muad'Dib opklom tot leider van alle Vrijmans. Hij en Gurney Halleck waren Pauls meest loyale volgers en vrienden. Na de succesvolle opstand tegen de Harkonnen en de keizer werd Stilgar door Paul geïnstalleerd als gouverneur van Arrakis.
Na de verdwijning van Paul in Duin Messias en Kinderen van Duin, zorgde hij toegewijd voor Pauls kinderen Leto II en Ghanima. Op bevel van Paul's zus Alia doodde Stilgar de samenzweerders Gaius Helen Mohiam en de Gilde-navigator Edric. In het boek Kinderen van Duin ondersteunt hij eindelijk Ghanima en prinses Irulan bij het ontsnappen aan de tirannieke Alia.
Stilgar wordt in de laatste twee delen gekloond omdat Duncan Idaho ervan uitgaat dat hij nodig zal zijn in de strijd tegen de machines. Hoewel dit niet nodig blijkt, maakt Stilgar zich samen met de kloon van Liet Kynes nuttig als helper op een planeet die door de aanwezigheid van daar losgelaten zandwormen een beeld van Arrakis dreigt te worden, door de opmars van de planeet om de woestijn af te remmen en de lokale bevolking te laten zien hoe zij zich kunnen aanpassen aan het leven in de woestijn.

## In bewerkingen
In de film Dune uit 1984 wordt het personage gespeeld door Everett McGill en de films Dune uit 2021 en het vervolg uit 2024 door Javier Bardem. In de miniserie Dune werd het personage gespeeld door Uwe Ochsenknecht en in het vervolg Children of Dune door Steven Berkoff.